# Sea Bright
Sea Bright é um distrito localizado no estado americano de Nova Jérsei, no Condado de Monmouth.

## Demografia
Segundo o censo americano de 2000, a sua população era de 1818 habitantes.
Em 2006, foi estimada uma população de 1799, um decréscimo de 19 (-1.0%).

## Geografia
De acordo com o United States Census Bureau tem uma área de
3,0 km², dos quais 1,7 km² cobertos por terra e 1,3 km² cobertos por água.

## Localidades na vizinhança
O diagrama seguinte representa as localidades num raio de 8 km ao redor de Sea Bright.